# Koutche Kabirou
Koutche Kabirou (né le 6 mai 1993 au Bénin) est un footballeur béninois, évoluant au Williamsville AC dans le championnat de MTN Ligue 1 en Côte d'Ivoire. Milieu de terrain jouant des deux pieds  et ailier sur le flanc gauche, il est surtout connu pour sa vitesse balle au pied .

## Carrière

### Bénin
Commençant sa carrière au CIFAS de Djeffa, Kabirou signe avec l'équipe béninoise de  deuxième division de l'UAC en 2011 - 2012, déployé comme arrière gauche à la demande de son entraîneur Fortuné Glèlè. S'adaptant à la position défensive, il est raflé par le concurrent béninois du Mogas 90 à la fin de la saison. Il fait alors un changement remarquable dans sa position, passant à l'attaque et menant son club à la victoire en Coupe du Bénin.
Représentant les départements de l'Atlantique et du Littoral du Bénin lors de la Coupe de l'indépendance du Bénin 2016, Kabirou converti le penalty permettant à son équipe de remporter le trophée.

### Arménie
Attiré par les performances de Kabirou au Bénin, le club arménien du Pyunik Erevan cherche à acheter l'ailier, lui accordant un contrat d'un an et le numéro 18 lors de l'été 2014 . Malgré son classement, le joueur béninois n'a pas de temps de jeu et quitte l'équipe rapidement, étant en désaccord avec la direction tout au long de son séjour.

### Afrique du Sud
À la suite d'un essai avec l'équipe sud-africaine de la Ligue inférieure des Witbank Spurs en septembre 2016, Kabirou signe avec ce club peu de temps après. Kabirou a d'abord du mal à s'adapter à la météo et au style de jeu des ligues. Heureusement, malgré ce début difficile le milieu de terrain et ailier marque son premier but lors d'une victoire 2-1 contre l'équipe d'Ubuntu Cape Town, au cours de sa deuxième sortie. Il termine la saison sans blessure, accompagnée de 19 apparitions (avec 18 titularisations) et sept passes décisives, ainsi que l'obtention de l'approbation de la direction.  
Son ambition principale est de représenter le Bénin à l'international et de jouer dans le championnat de Premier League d'Afrique du Sud .
L'équipe sud-africaine de première division nationale (D2) des Royal Eagles montre également de l'intérêt pour le footballeur béninois.

### Niger & Côte d'Ivoire
En mai 2018, Kabirou rejoint l'ASN Nigelec, au Niger.
Après un essai à Williamsville AC, où il marque trois buts lors de matchs amicaux, Kabirou rejoint officiellement le club fin janvier 2019.

## Palmarès
- Vainqueur de la Coupe du Bénin en 2012 avec le Mogas FC.